# Isola di Dursey
Dursey (in gaelico irlandese Oileán Baoi) è una piccola isola, lunga 6,5 km e larga 1,5, situata all'estremità sud-ovest della Penisola di Beara nell'estremo ovest della Contea di Cork, Repubblica d'Irlanda.

## Morfologia
L'isola è separata dalla Penisola di Beara dal canale Dursey Sound, formatosi per effetto dell'erosione del mare. Il canale è attraversato da forti correnti e gli abitanti dell'isola, circa 50, si servono di una funivia per attraversarlo.

## Curiosità
La funivia che collega l'isola alla terraferma è funzionante dal 1969, ha trasportato durante il suo viaggio inaugurale il primo ministro Irlandese e viaggia a un'altezza di 250m dal livello del mare; porta al massimo 6 passeggeri e gli isolani, gli animali e le merci, nell'ordine, hanno la precedenza sui turisti. È in funzione la mattina dalle 9 alle 11, il pomeriggio dalle 2.30 alle 5.00 e la sera dalle 7 alle 8. La domenica gli orari possono variare a seconda delle funzioni religiose. È l'unica funivia attiva presente in Irlanda. Il viaggio dura circa 6 minuti.

## Economia
Sull'isola non vi sono attività commerciali (bar, negozi, ristoranti o altro) e l'unica risorsa è l'agricoltura.